# 130.
130. je četrto desetletje v 2. stoletju med letoma 130 in 139. 